# Travian
Travian es un videojuego de estrategia en línea multijugador masivo (MMORTS), cuyo fin es construir un edificio llamado "Maravilla". Levantar este edificio exige tantos recursos, que ningún jugador solo es capaz de hacerlo, por lo que se debe recurrir a alianzas de jugadores sólo para reunir los recursos necesarios. Además, los rivales procurarán destruir las maravillas ajenas o, por lo menos, retrasarlas de modo que la maravilla propia gane, por lo que necesitan muchos recursos para entrenar grandes ejércitos ofensivos (llamados "macros"), y necesitan también entrenar grandes ejércitos defensivos para defender la maravilla propia. Esta demanda de recursos crea una economía basada en la fundación de aldeas productoras de recursos, en los asaltos a las aldeas de los rivales y en la conquista de aldeas vecinas. La colonización y la conquista son, pues, consecuencias de la demanda de recursos para ganar el juego. Travian fue desarrollado en Alemania por la empresa Travian Games GmbH. Pueden participar miles de jugadores simultáneamente en un mundo virtual histórico ambientado en la Pax Romana. El juego es gratuito y se juega en un entorno web por lo que únicamente se requiere un navegador. El juego está programado en PHP.
Actualmente el juego ha sido traducido a más de 40 idiomas y cuenta con más de 4 millones de usuarios registrados en cerca de 250 servidores. En 2006 ganó el Superbrowsergame Award.

## Pueblos
Travian está formado por tres civilizaciones diferentes entre las que se puede escoger: Romanos, Galos y Germanos. Cada raza tiene sus propias características; con sus ventajas, sus desventajas y sus tropas. Por eso es muy importante, antes de empezar a jugar, que se escoja la raza que se considere más adecuada. la cuarta civilización son los natares que conquistan aldeas abandonadas y son una raza que no se puede elegir para jugar. 

### Romanos
El imperio romano es un gran constructor; es capaz de crear aldeas más rápidamente que el resto de razas. En sus primeros pasos los romanos disponen de una muralla muy poderosa, pero sus ataques son un poco tardíos. Su infantería ofensiva es la élite de Travian, y sus defensas contra infantería son deseadas por cualquier general. Por otro lado, su caballería, pese a ser la más potente, es menos rentable y más costosa. Sus unidades anticaballería son menos eficaces que las de otras razas. En general las unidades romanas son lentas y caras en formación, pero de alta calidad. Para aquellos jugadores que deseen comenzar más pacíficamente, jugar de manera equilibrada y expandir sus primeras aldeas de manera rápida, los Romanos son la mejor elección.
Sus particularidades: 
- Pueden construir materias primas y edificios simultáneamente como el travian plus.
- Su muralla ofrece el mayor bono de defensa, si bien es la más frágil ante los arietes y carneros enemigos.
- Sus comerciantes pueden transportar hasta 500 unidades de materias primas (Velocidad: 16 casillas por hora).
- Su infantería tiene el mejor ataque y la mejor defensa contra infantería. La mejor unidad contra caballería para los romanos es el equites caesaris o el legionario.
- Las tropas romanas no destacan por su velocidad, su caballería no es muy destacable.
- La formación de sus tropas es cara y lenta.
- Son los únicos que disponen del Abrevadero, que sirve para entrenar los caballos más rápidos y reducir en 1 su consumo de cereal

### Germanos
Las características de los germanos los convierten en la civilización más agresiva. Sus tropas son respetadas y temidas por todo Travian por su potencia y fiereza en el combate. Son extremadamente agresivos y no dudan en aplastar a sus enemigos bajo sus hachas en cuanto se les da un indicio de debilidad. Carecen de la disciplina militar de los Galos y de los Romanos, lo que impide a los Germanos desplazarse a la velocidad de éstos y defender como ellos. Para aquellos jugadores que quieran comenzar a atacar cuanto antes, o que consideren el ataque como la mejor defensa, los Germanos pueden ser una buena elección. 
Las particularidades: 
- Su terraplén otorga un bonus defensivo más bajo, sin embargo es el más resistente.
- Sus comerciantes pueden transportar 1000 unidades de recursos (velocidad: 12 casillas por hora).
- Sus tropas tienen un bajo coste de formación tanto en tiempo como en recursos.
- Su punto débil es la defensa, especialmente al comienzo del juego.
- Son los únicos que disponen de la cervecería, que se usa para aumentar el ataque de las unidades.
- Son los jugadores más efectivos del juego en el ataque.

### Galos
Los Galos son la civilización más completa de entre las que habitan en Travian. Sus tropas están preparadas para resistir las acometidas de los enemigos con efectividad, si bien su capacidad ofensiva no es demoledora. Los galos son muy veloces, sus tropas están adiestradas para preparar emboscadas y su caballería es la más veloz de todo Travian gracias a un adiestramiento ejemplar en el arte de montar a caballo. Esta raza tiene grandes posibilidades defensivas, sin embargo también es posible el empleo de variadas tácticas agresivas. Esto da la posibilidad de desarrollar una gran variedad de estrategias (defensivas u ofensivas, basada en la infantería o en la caballería, agresiva o más pacífica, comerciante o saqueador, fundador o conquistador), pero se necesitará experiencia o un rápido aprendizaje para poder exprimir estas posibilidades al máximo. Aun así, sus cualidades defensivas la hacen una civilización adecuada para los que comienzan.
Sus particularidades: 
- Sus tropas son las más rápidas del juego.
- Su empalizada ofrece un bonificador a la defensa intermedio, del mismo modo tiene una resistencia intermedia.
- Sus comerciantes pueden transportar 750 materias primas (velocidad: 24 casillas por hora).
- Su escondite ofrece el doble de protección que el del resto de razas, permitiendo evitar más fácilmente los saqueos.
- Son los únicos que disponen del trampero, un edificio defensivo que facilita la defensa en sus comienzos.
- Sus unidades tienen características intermedias, no son ni las más caras ni las mejores, pero pueden producirse con cierta rapidez.
- Sus colonos son ligeramente más baratos.
- Son los que mejor resisten a los ataques de todo travian.

### Natares
Los Natares son una civilización NPC que no puede ser manejada por ningún jugador. 
La Leyenda de los Natares
Una vez, antes de que los Romanos invadieran Travian, las ahora libres razas Galas y Germanas estaban esclavizadas por los Natares. Los Natares eran una civilización muy especial, que habría sido olvidada en el tiempo de no ser por las historias aún contadas por ancianas, nodrizas y vagabundos.
Ellos dominaban todo Travian y entre todo su poder y crueldad poseían un conocimiento completo acerca de las fuerzas elementales que nunca sería superado. Muy poco se sabe de esta raza, sólo quedan los informes de un testigo que vivió el poder Natare, y sobrevivió el paso de las eras.
Quien lea este informe, encontrará la descripción de una “Ciudad de Oro” con un templo situado en el centro de la ciudad, una maravilla de indescriptible grandeza y poder. También habla de secretos y arcaicos lugares donde estos templos pueden ser erguidos. Lugares donde toda la sabiduría y conocimiento de los Natares puede ser encontrado para, una vez más, esclavizar Travian.
Los planes de los Natares
Los Natares tienen planes propios y quieren esclavizar las razas libres para construir una maravilla. Sin embargo, quien sea que construya una maravilla en su lugar conseguirá la última gesta de convertir Travian en un mundo de paz y unidad. Al final de esta era, podremos ver si la gente libre de Travian consigue llevar a cabo esta intrépida y gloriosa hazaña, si las futuras historias, serán acerca de valientes alianzas o de los odiados Natares.

## La maravilla
La construcción de la Maravilla al nivel 100 marca el final del servidor y la alianza ganadora del mismo. Para poder construir una Maravilla el jugador debe conquistar una aldea Natare; también poseer un Plano de Construcción que le permitirá construir la Maravilla hasta Nivel 50. Su alianza debe de poseer un segundo Plano de Construcción para poder construir la Maravilla a partir del nivel 50. El segundo plano debe ser poseído por cualquier jugador de la misma alianza del que construye la maravilla. Las aldeas Natare donde las Maravillas son construidas no pueden ser hechas capitales ni tener edificio del Tesoro.

## Desarrollo del juego
El objetivo final del juego es la construcción de la maravilla a nivel 100. Para ello los jugadores deben desarrollar sus aldeas mediante la obtención de recursos que son necesarios para la construcción de esas mismas aldeas, de los ejércitos y de la maravilla.

### Los recursos
Los recursos que el jugador debe obtener, explotando sus aldeas o robándolos de valles o aldeas enemigas son:
- Madera
- Barro
- Hierro
- Cereal

### Artefactos
En el juego, al día 33 aparecen por todo el mapa artefactos/reliquias custodiados por ejércitos natares en aldeas sin murallas, los cuales pueden ser conquistados por los jugadores barriendo el ejército natar y tomando el tesoro con el héroe. Para ser posible la toma u conquista del tesoro, el héroe debe tener un tesoro nivel 10 ( para artefactos chicos ) y un tesoro nivel 20 ( para artefactos únicos y grandes ) en la aldea desde la cual es enviado el ataque. Los artefactos ayudan a los jugadores otorgándoles habilidades que permitirán ser superiores a sus enemigos, por eso frecuentemente son fuertemente defendidos. Estos se clasifican según su tipo y su beneficio. Los chicos otorgan un fuerte beneficio a la aldea donde se encuentra, el grande tiene menos potencia pero afecta a todas las aldeas del jugador en si, y el único otorga los mismos beneficios que el chico, pero a todas las aldeas del jugador. Suelen aparecer 5 artefactos chicos, 4 grandes y un único por cada tipo de beneficio. Los beneficios son los siguientes : 
- Espías : Potencia los espías.

- Consumo : Reduce el consumo de las tropas.

- Tropas : Reduce el tiempo de entrenamiento de las tropas. Esencial para la construcción de "macros" debido a que este también reduce el tiempo de entrenamiento de asedio, siendo estos los que generan la mayor cantidad de daño al golpear maravillas u aldeas enemigas.

- Botas : Aumenta la velocidad de las tropas.

- Dureza : Hace más resistente las construcciones y muralla de la aldea, usualmente suele usarse para cuentas portadoras de maravilla ( los artefactos grandes y únicos ) siendo el único el más resistente y dando una ventaja a esa alianza respecto a sus enemigos al poseerlo.

- Engaño : Multiplica la capacidad de los escondites y fuerza a las catapultas enemigas a apuntar de casualidad.

- Gran almacén/Gran granero : Permite al jugador construir tales construcciones las cuales sirven para aumentar enormemente la capacidad de almacenaje, siendo estos 3 veces más grandes que un almacén o granero normal.

- Necio : Cada determinadas horas dependiendo de la velocidad del servidor otorga uno de los beneficios de los otros artefactos ( con excepción de gran almacén/ gran granero ) pudiendo también otorgar efectos negativos de los mismos. No tiene artefactos grandes pero si el único, el cual solo otorga beneficios positivos.

### Moneda
Existe una moneda dentro del juego, el/los oro/s, esta moneda puede usarse para activar funciones adicionales, véase Travian Plus y Travian Gold más adelante.
Además a partir de la versión 4 del juego existe la plata, que sirve para participar en las subastas y comprar/vender objetos obtenidos en las misiones.

## Jerga de travian
Con el tiempo los jugadores han ido creando palabras para referirse a tipos de jugadores, ataques, aldeas, etc. Es el ejemplo de: "vaca" o "granja", que son términos que se asocian a las aldeas de los jugadores más débiles que son víctimas del saqueo por jugadores más fuertes o más desarrollados en el juego. Otro ejemplo es "fake", que significa ataque con una única tropa a una o varias aldeas de un mismo jugador, con el fin de que este se desoriente y no sepa qué aldea defender. También hay otros términos tales como "casitero" (jugador con gran disposición a subir de nivel construcciones y con poca o nula aspiración por las tropas), noob (referente al jugador novato), pro's (jugadores con gran nivel), etc. La constante evolución del juego va creando nuevas palabras y expresiones.
A continuación me propongo definir una serie de términos utilizados en el juego:
- Vaca: se refiere a aldeas "débiles" o abandonadas que otros jugadores saquean para obtener recursos. También se dice "hacer vaca a alguien" cuando le atacas con el propósito de matar sus tropas y después de eso frecuentemente para impedir que pueda crecer. El verbo es vaquear(atacar indiscriminadamente a otro).
- Estática: se trata de un refuerzo de varias tropas defensivas en una aldea(normalmente son tropas de la misma alianza). El objetivo es proteger dicha aldea de los ataques enemigos. El verbo es "armar una estática".
- Push: es el apoyo brindado por varios jugadores a uno de ellos(normalmente en la misma alianza, aunque también se puede dar en coaliciones) quienes le envían un cierto número de materias(madera, barro, hierro o cereal) para que se recupere de algún daño que le hayan causado o para que tenga mayor poder de tropas o pueda subir de nivel algún edificio. El verbo es "pushear".
- Fake: se trata de un ataque realizado para despistar y engañar. En el ataque viaja una sola unidad y se efectúan abundantes a la vez y a diferentes aldeas para que el adversario no sepa cuál defender. El verbo es fakear(realizar fakes a un jugador o alianza)
- Phalanx: consiste en "cazar" las tropas del enemigo en su aldea con un método algo complicado y difícil. Para llevarlo a cabo es necesario conocer las diferentes velocidades de las diversas tropas. El siguiente método es para contraatacar con tropas que tienen la misma velocidad(por ejemplo, contraatacar un ataque de lanzadores de porras enemigo con lanzadores de porras propias). Método: sabiendo que un ataque puede ser cancelado hasta 90 segundos después de ser enviado, dejamos nuestras tropas en nuestra aldea hasta el momento oportuno. Es importante un cálculo de tiempo preciso. Mandaremos nuestras tropas de viaje a cualquier sitio y cancelaremos el ataque o refuerzo para que las tropas lleguen a nuestra aldea justo en el segundo después a su ataque. En cuanto nos lleguen nuestras tropas rápidamente las mandamos al agresor para que lleguen unos muy pocos segundos detrás de las suyas. Si nuestra tropa es más rápida que la suya tendremos que mandar nuestras tropas después de un rato de su ataque, y si son más lentas tendrá que ser antes de que nos lleguen a nuestra aldea sus tropas.Los cálculos deben de ser precisos,y los movimientos rápidos. La idea es que el rival no tenga tiempo de quitar sus tropas de su aldea cuando lleguen las nuestras y así matárselas..
- Casitero: se refiere al tipo de jugador que se dedica preferentemente a la construcción de edificios para conseguir un puesto elevado en el ranking en vez de a la creación de tropas.
- Estampada: se dice del ataque fallido, pero no cualquiera. Se refiere en concreto a un ataque en el que se han matado a todas las tropas del atacante con relativamente pocas tropas defensoras sacrificadas.
- Limpiar la zona: consiste en eliminar las tropas de una zona determinada, generalmente el propio 7x7, dejando así solo jugadores débiles fáciles de saquear(vaquear). Es sinónimo de "dominar el 7x7", término usado para decir que no tienes adversario en ese terreno en concreto.
- Tren o trenes: Secuencia de ataques con muy poca separación de tiempo entre ellos, enviados desde un mismo origen, el plural se usa cuando hay más de un origen o son distinguibles varias secuencias.
- Intercalar: maniobra defensiva consistente en reforzar una aldea entre dos ataques consecutivos.
- Topo: Jugador que pertenece a una alianza pero pasa información una alianza rival (literalmente, agente doble).
- Barrida o ataque de barrida: Ataque destinado matar todas las defensas de una aldea, generalmente seguido de una secuencia de ataques más débiles cuyo propósito es destruir o conquistar.
- Catas: Catapultas.
- Catear: Atacar con catapultas.
- Fleet: Enviar tropas lejos para evitar que sean destruidas durante la ausencia del jugador.
- Macro: Ejército excepcionalmente grande, generalmente usado para atacar maravillas enemigas.
- Crop Killing : Que el consumo de cereal por parte de los edificios sea mayor que la producción de cereal de la aldea, generalmente es producto de un ataque.
- BOLAS: Cuando un jugador entra en una alianza hay forma de saber que tanto se conecta:
- Bola azul: Está conectado.
- Bola verde: menos de 24 horas sin conectarse.
- Bola amarilla: 1 días sin conectarse.
- Bola roja: 3 días sin conectarse.
- Bola gris: Más de 7 días sin conectarse.
- Blindaje:  Enviar a un jugador que es atacado defensa para que si le atacan nuevamente, el ataque sea inútil y las tropas atacantes terminen muertas.

## Travian Plus
También existe Travian Plus, que similar al supporter de otros juegos como Hattrick o el vip de Popomundo; la única diferencia es que se puede conseguir sólo pagando con oro, que es comprados por internet o por mensajes de texto. Las ventajas que da son:
- Lazos de espera: Permite ordenar que, al terminar de construirse un edificio, empiece otro 60 segundos después.
- Mapa más grande: En Travian uno puede observar alrededor; con esto ahora se puede mirar más (de 7x7 a 13x13).
- Simulador de lucha avanzado: Permite comparar tus fuerzas con los de otras aldeas o la naturaleza. Gracias a esto se puede comparar teniendo en cuenta el grado de explotación en los distintos edificios, habitantes, bonos del héroe, etc.
- Precalculación de materias primas: Cuando no alcanzan las materias para construir, dice cuando va a estar disponible.
- Información de Botín: En los Informes saldrá la cantidad de botín obtenido por las tropas y cuanta es su capacidad de carga en un formato Botin Obtenido/Capacidad de Carga
- Estadísticas Gráficas: Te muestran el desarrollo cronológico de tu cuenta ( ranking, desarrollo de población, fuerza militar, etc)
- Links: Te permite crear links directos a cualquier página ( links hacia el mercado, cuarteles, palacio, etc)

## Travian Gold
Ofrece al usuario a cambio de "oro" algunas ventajas para el juego como poder aumentar la producción de una materia en un 25% por 1 semana o terminar al instante construcciones y/o exploraciones.
El "oro" se compra a través de mensajes de texto o por transferencia bancaria y haciendo misiones del mismo juego. Otro nuevo modo de conseguir oro es mediante la invitación de un jugador de Travian a otro que aspire a serlo. Para ello este nuevo jugador deberá llegar a formar una segunda aldea. La recompensa son de cincuenta oros para el jugador que envió la invitación.

## Versiones

### Versión 4
La llamada versión T4 añade numerosas mejoras gráficas y algunos cambios en las imágenes de tropas y edificios son rediseñadas, así como en la jugabilidad. Esta versión es la más moderna y también la que ha aportado mayor controversia, ya que a causa de las protestas sobre esta versión, se ha mantenido un servidor Classic, es decir, correspondiente a la versión 3.6.
- Fecha lanzamiento en España: 18 de febrero de 2011.
- Servidor: net7
- Novedades gráficas:
  - Nuevo diseño general del juego. Vista general de recursos, vista de aldea, mapa.
  - Permite la personalización del Héroe. Cambiando su aspecto físico y sus complementos.
- Novedades dinámicas (que suponen también una novedad a nivel gráfico):
  - Aparecen las "Aventuras". Misiones que realiza el héroe para ganar experiencia y obtener recompensas.
  - Héroe personalizable con objetos que modifican sus atributos.
  - Desaparece la armería. Queda sólo la herrería para la mejora de armas de ataque y defensa.
  - Las aldes Natare aparecen en el mapa desde el inicio del juego participando como un jugador más.
  - La Plaza de Reuniones ahora indicará si somos atacados con menos tropas que nuestro nivel de la misma. Es decir, si tenemos la Plaza de Reuniones a grado 5 y nos atacan con 4 luchadores de porra, podremos ver qué tipo de tropas nos vienen, haciendo así más difícil fakear y más sencilla la programación de estampadas o blindajes.

## TravianX
TravianX es un script que intenta clonar la versión 3.6 del juego original. Va por su versión 6.0.0
Mejoras respecto a versiones anteriores:
- Natares
- Héroes
- Oasis
- Y más...

Esta versión solo está disponible en inglés y se puede descargar en GitHub TravianX

## ZravianX
ZravianX es una versión mejorada del script TravianX que cuenta con diversas mejoras aparte de las mismas que TravianX:
- Inicio, login y registro, aldea1, aldea2, edificios, etc. de la versión Travian 4.
- Puedes traducir todo el script modificando un único archivo.

## Juegos similares
- Krynea Imperial Wars (Mundo de fantasía medieval) (Castellano, inglés)
- Ikariam  (Mundo griego clásico)
- Celestia Conquest
- Shogun's Fate (Japón Feudal)
- Mesians (Época precolombina)
- Omegan (Género espacial)
- My Lands (Mundo de fantasía)